# Goldman (geslacht)

Goldman is een familie waarvan leden sinds 1838 tot de Nederlandse adel behoren.

## Geschiedenis
De stamreeks begint met Johan Godlieb Goldmann, huisknecht en later winkelier te Dresden. Zijn zoon Johan Christiaan (1765-1840) werd soldaat en vertrok als zodanig in 1785 naar Oost-Indië.Vervolgens werd hij onderkoopman, opperkoopman en in 1806 bekleedde hij het ambt van koopman van het kasteel te Samarang. Na het hersteld Nederlands gezag op Java in 1816 werd Goldman als lid van de Raad van Financien, en daarna als directeur van financien benoemd. Later, onder het bestuur van de gouverneur-generaal (in die periode ook commissaris-generaal genoemd) Leonard du Bus de Gisignies, werd hij tot lid van de Raad van Indië aangesteld, en onder de regering van de gouverneur-generaal Dominique Jacques de Eerens met het voorzitterschap van deze raad bekleed, deze post heeft hij slechts enkele jaren waargenomen, aangezien hij in 1839 eervol uit de dienst werd ontslagen en op pensioen gesteld werd. Tot erkenning van zijn veeljarige en trouwe diensten werd hij bij KB van 19 november 1838 verheven in de Nederlandse adel waardoor hij en zijn nakomelingen het predicaat jonkheer/jonkvrouw mogen voeren.
Het wapenschild van Goldman.
Gekwartileerd: I en IV op blauw vier gouden staven, balksgewijs geplaatst; II en III op goud een borstbeeld van een man van natuurlijke kleur. Het schild gedekt door een kroon van vijf parels. Schildhouders: twee aanziende leeuwen van natuurlijke kleur. Het geheel geplaatst op een gouden arabesk.